# 八町東 (富山市)
八町東（はっちょうひがし）は、富山県富山市の町名である。四方地区センターが所在している。

## 特徴
米は八町米というブランド米が作られている。

## 地理
呉羽山断層の影響で周囲よりやや標高が高い。

## 施設
- 八幡地区センター
- 八町簡易郵便局

## 経済
- 亀村自動車商会
- 浅野歯科工業
- 北陸トラック運送

## 交通
- 富山地方鉄道路線バス14・91系統「八町北」バス停で下車

## 参考出典
『富山県の地名』平凡社